# Leopold I, hertig av Österrike
Leopold I, hertig av Österrike, född 4 augusti 1290, död 28 februari 1326; hertig av Österrike och Steiermark.
Kallad "den ärorike" (ty. "Der Glorwürdige").
Son till Albrekt I av Tyskland och Elisabeth av Göritz.
Han övertog förvaltningen av de habsburgska besittningarna i Schwaben och Elsass 1308, efter mordet på hans far.
Han var en förkämpe för sin bror, Fredrik den skönes tronkrav. 1315 besegrades han av schweizarna vid Morgarten. Efter Fredrik hade blivit tillfångatagen 1322 fortsatte han kampen mot Ludvig av Bayern.
Gift med Catherine (död 1336), dotter till Amadeus V, hertig av Savojen. I äktenskapet föddes två döttrar.